# Sune-Ate
Die Sune-Ate (jap. 脛当［て］), auch Shino-Zutsu, Tsubo-Sune-Ate, Shino-Sune-Ate (篠脛当［て］) sind Schutzwaffen aus Japan.

## Beschreibung
Die Sune-Ate sind Schienbeinpanzer, die zur Rüstung (Yoroi) der japanischen Samurai gehören. Sie bestehen aus verschiedenen Materialien, wie Stoffen, Leder und Metall. Sie werden in verschiedenen Bauarten hergestellt. Meist bestehen sie aus Leder oder Stoffen, auf die eine Panzerung aus Schienenpanzerung (Shino-Sune-Ate), Plattenrüstung (Tsubo-Sune-Ate) aufgebracht ist. Manche bestehen aber auch im Ganzen aus Metall. Die Sune-Ate werden um die Beine gewickelt und mit Stoff- oder Lederbändern fixiert oder im Fall der Ganzmetallversionen zugeklappt und verriegelt oder auch gebunden. Die Form variiert sehr stark. Manche sind eher dreieckig, andere eher rechteckig und wieder andere der Form der Beine angepasst.

## Naginatadō
Die heute als Teil der Bōgu beim Naginatadō getragenen Beinschützer heißen ebenfalls Sune ate.

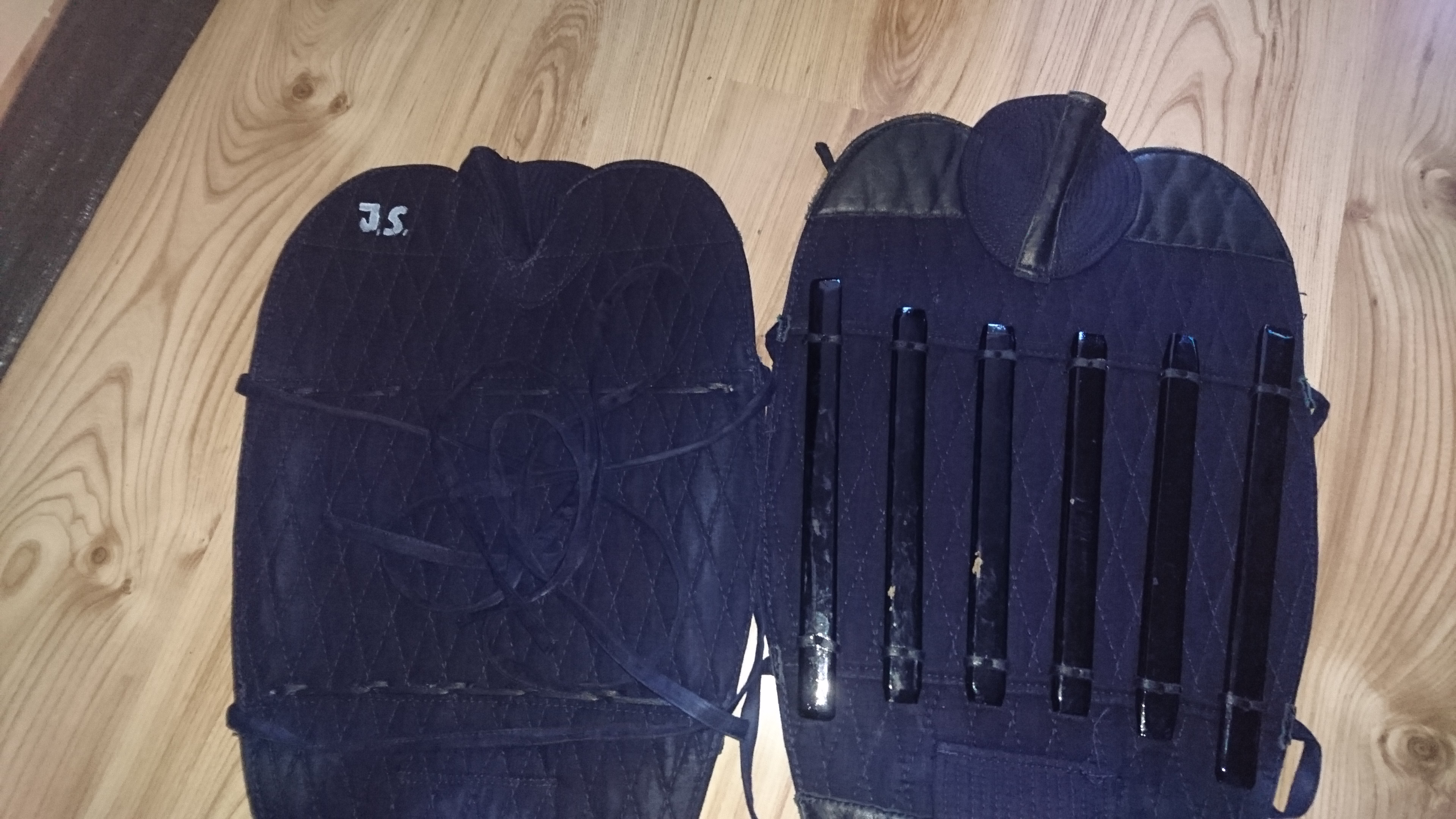
Vorder- und Rückseite moderner Sune Ate für Naginata

## Galerie

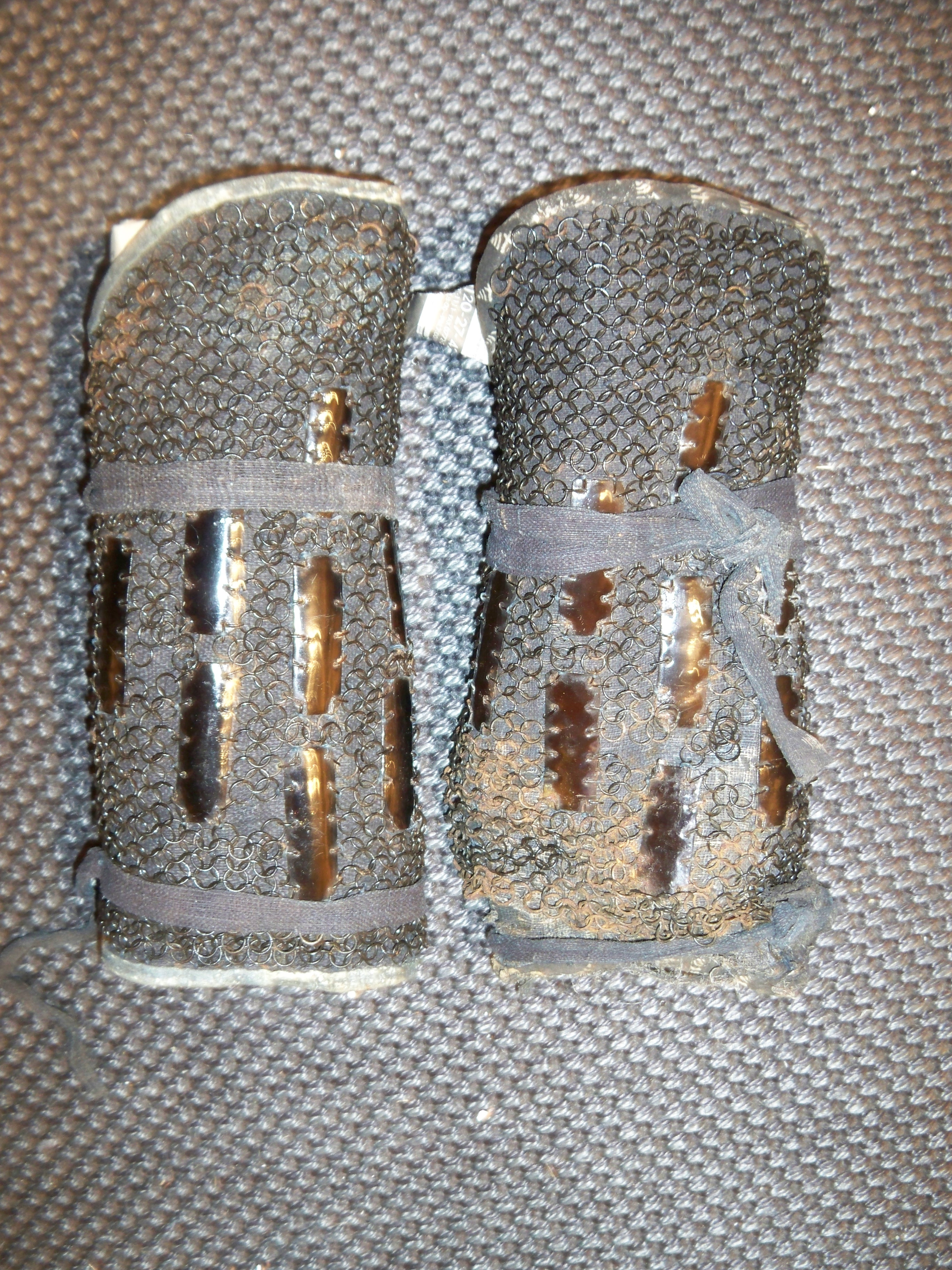
Kusari-Sune-Ate
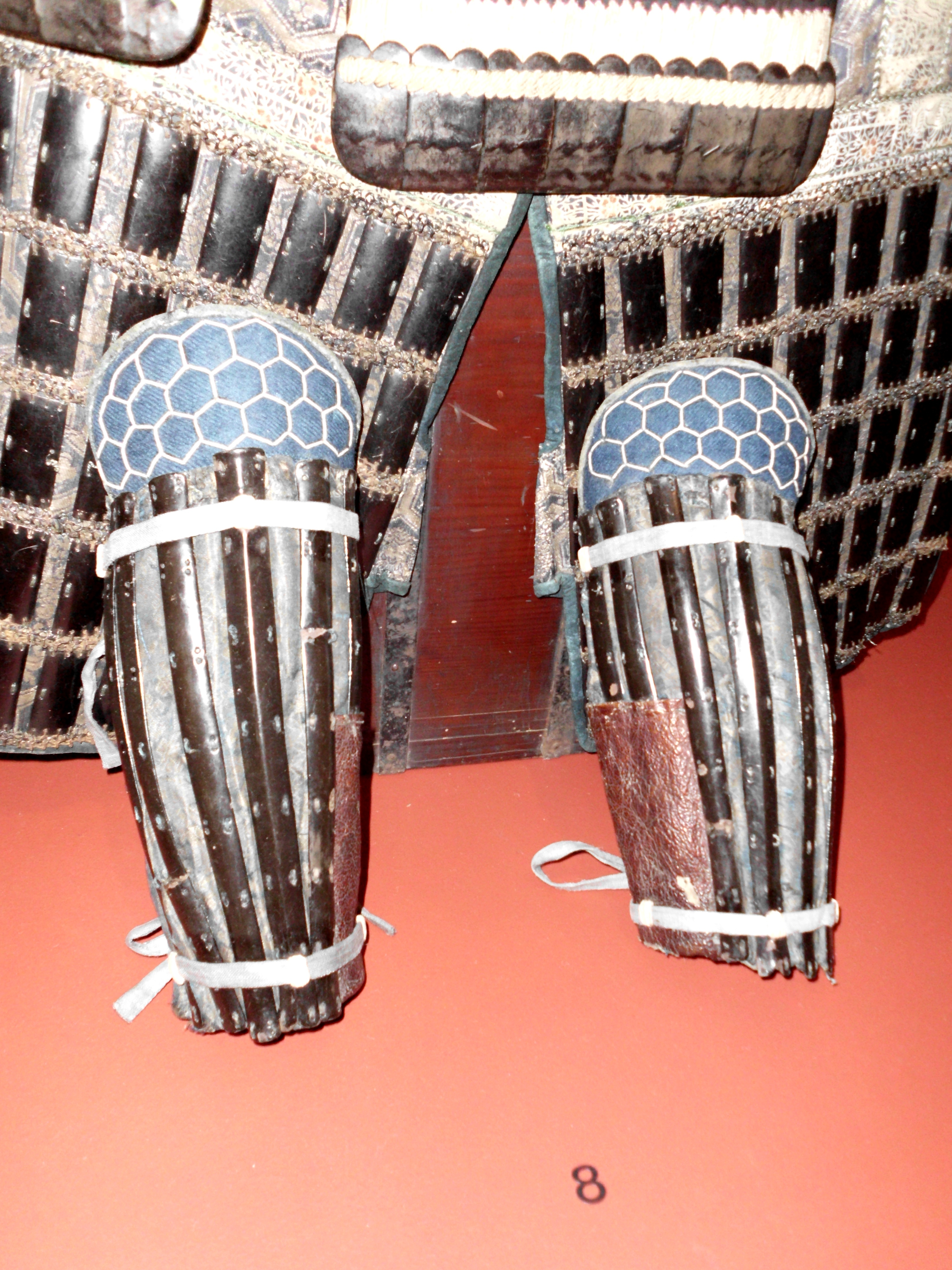
Shino-Sune-Ate
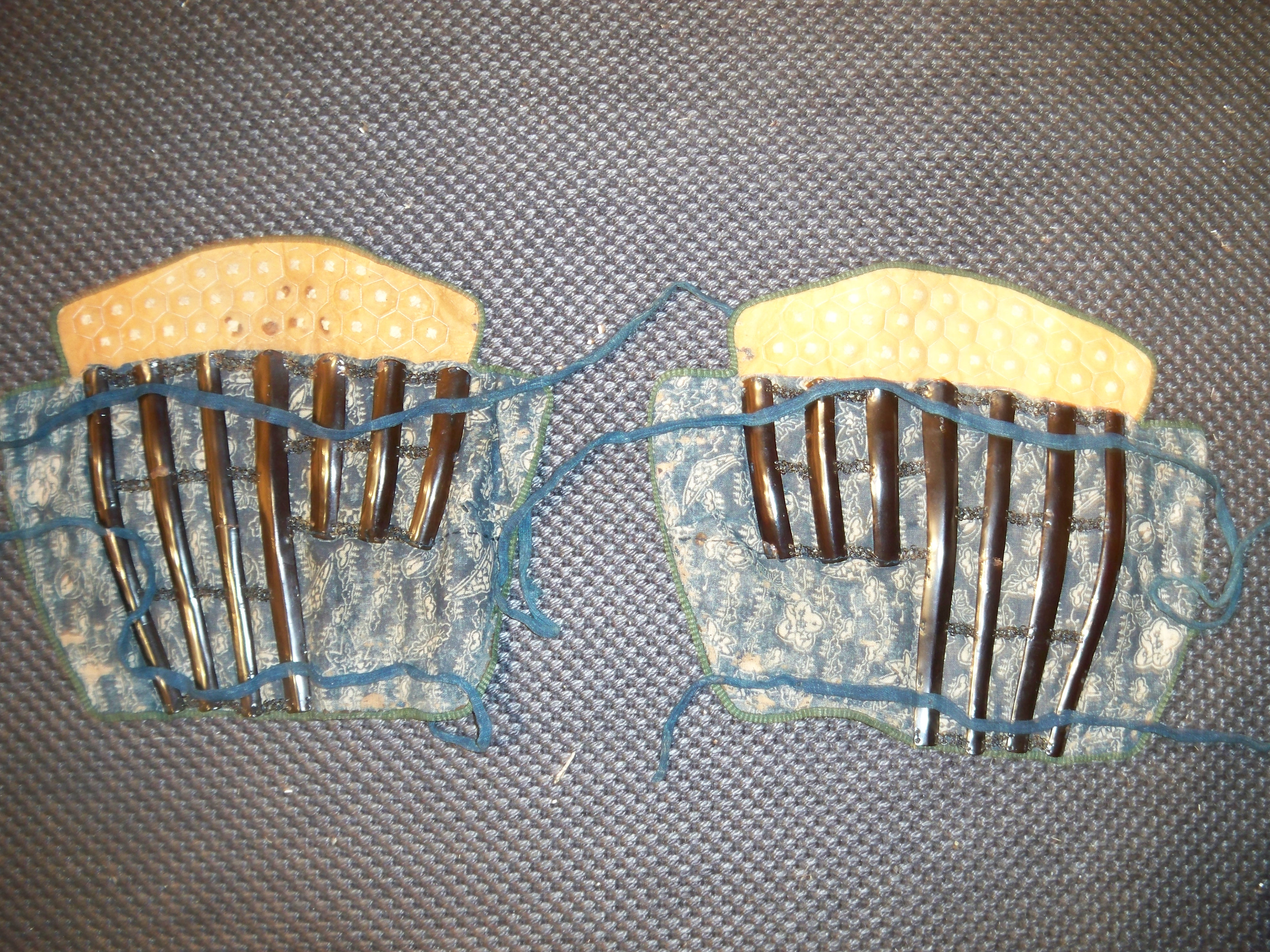
Shino-Sune-Ate